# Imre Kovács
Imre Kovács   (Budapest, 26 de novembre de 1921 - Budapest, 9 de març de 1996) fou un futbolista hongarès de la dècada de 1950 i entrenador de futbol.
Jugava de centrecampista. Va jugar al club MTK Budapest FC més de 350 partits en gairebé 15 anys al club.
Amb la selecció hongaresa participà a Copa del Món de futbol de 1954. A més, amb la selecció olímpica guanyà la medalla d'or als Jocs Olímpics de 1952.
El seu germà, József, també fou futbolista.